# Gennaro Verolino

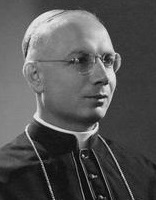
Gennaro Verolino (1951)

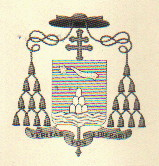
Wappen

Gennaro Verolino (* 3. November 1906 in Neapel; † 17. November 2005 in Rom) war ein Kurienerzbischof der katholischen Kirche. Im Jahr 1944 wirkte er mit bei der Rettung zehntausender Juden vor dem Holocaust. 

## Leben
Gennaro Verolino durchlief die schulische und philosophisch-theologische Ausbildung an kirchlichen Einrichtungen und wurde mit nur 22 Jahren am 23. Dezember 1928 zum Priester geweiht. Anschließend studierte er Kirchen- und Profanrecht am Athenaeum S. Apollinare in Rom (heute Päpstliche Universität vom Heiligen Kreuz). Die dort lehrenden Professoren arbeiteten zugleich beim Staatssekretariat und holten den jungen Doctor iuris utriusque in den Dienst der Behörde und der päpstlichen Diplomatie.
In den Jahren des Zweiten Weltkriegs arbeitete Verolino in Budapest als Sekretär des Nuntius Angelo Rotta und beteiligte sich mit persönlichem Einsatz an dessen Rettungsaktion für ungarische Juden. Die Nuntiatur stellte im Jahr der deutschen Besetzung Budapests – März 1944 bis Februar 1945 – nach Schätzung Verolinos 25.000 bis 30.000 Schutzbriefe aus, mit denen attestiert wurde, dass eine Person unter dem Schutz der Nuntiatur stand. Auch bereits in KZ-Transportzüge Verladene wurden mithilfe dieser vom Besatzungsregime widerwillig respektierten Papiere noch herausgeholt. 
1951 wurde Gennaro Verolini zum Titularerzbischof von Korinth und Nuntius in Guatemala und El Salvador ernannt. Am 7. Oktober 1951 empfing er durch Kardinal Clemente Micara die Bischofsweihe. 1957 wurde er Nuntius in Costa Rica. 1963 kehrte er an die Kurie zurück und wurde nach zwei Zwischenstationen 1969 Präsident der Pontificia Commissione di Archeologia Sacra. Dieses Amt übte er bis zu seiner Emeritierung 1986 aus.
Verolinos wichtige Rolle bei der Rettungsaktion in Budapest wurde erst um die Jahrtausendwende bekannt und erforscht. 2005 erhielt er als Erster den schwedischen Per-Anger-Preis und 2007 postum den israelischen Ehrentitel Gerechter unter den Völkern.